# Afaia
Nella mitologia greca Afaia (in greco antico Ἀφαία) od anche Afea, era un'antica divinità greca, dea minore dell'agricoltura e della fertilità.

## Il culto di Afaia
Già venerata nella civiltà micenea, era associata alla fertilità ed al ciclo agricolo. Soprattutto nell'isola di Egina dove le era consacrato il Tempio di Afaia ebbe il suo nome assimilato a quello di Britomarti e talora a quello di Artemide e a volte ad Atena.

## Leggende
Afaia era una donna che viveva a Creta e venne rapita da un pescatore animato da brutte intenzioni che la portò via lontano fino all'isola di Egina dove riuscì a sfuggirgli addentrandosi in un bosco, dal quale non ricomparve mai più. 

Afaia deriva dal greco e significa “scomparsa”.